# Mustelicosa
Mustelicosa Roewer, 1960 è un genere di ragni appartenente alla famiglia Lycosidae.

## Distribuzione
Le 2 specie note di questo genere sono state reperite in Russia, Cina, Ucraina, Mongolia e Turkmenistan.

## Tassonomia
Le caratteristiche di questo genere sono state descritte dall'analisi degli esemplari tipo Trochosa dimidiata Thorell, 1875.
Ritenuto un sottogenere di Arctosa C.L. Koch, 1847, secondo un'analisi dell'aracnologo Guy del 1966.
Non sono stati esaminati esemplari di questo genere dal 2011.
Attualmente, a luglio 2017, si compone di 2 specie:
- Mustelicosa dimidiata (Thorell, 1875)[2] — Russia, Ucraina, Turkmenistan, Mongolia, Cina
- Mustelicosa ordosa (Hogg, 1912) — Cina

### Specie trasferite
- Mustelicosa goyderi (Hickman, 1944); trasferita al genere Venatrix[1].

### Nomen dubium
- Mustelicosa opiphex (Wagner, 1891); esemplari maschili e femminili, reperiti in Bulgaria e in Russia, originariamente ascritti all'ex.genere Tarentula, trasferiti nel genere Lycosa a seguito di uno studio dell'aracnologo Simon (1898a), e quindi in Mustelicosa dopo un lavoro di Roewer (1955c). A seguito di uno studio dell'aracnologo Mikhailov del 1996, sugli esemplari denominati Tarentula, sono da ritenersi nomina dubia[1].